# 장채환
장채환은 사상구청 소속 양궁 국가대표이다. 2009년(7위), 2020년(4위), 2022년(8위)에 대한양궁협회 소속 리커브 종목 남성 국가대표로 선발되었으며, 2020년에는 2020 올림픽에 출전하였다.
2025년 6월 제21대 대통령 선거 시기 그가 인스타그램에 음모론이 담긴 게시물을 올린 것이 같은해 8월 뉴스를 통해 보도되었다. 그는 사전투표가 중국에 의해 조작되어 21대 대선은 부정선거라는 주장을 담은 게시물을 여럿 올렸다.